# James MacCullagh
James MacCullagh (1809 – 24 de octubre de 1847) fue un matemático irlandés.

## Vida y trabajo
MacCullagh cació en Landahaussy, cerca de Plumbridge, en el Condado de Tyrone en Irlanda, pero su familia se trasladó a Curly Hill, Strabane cuándo James tenía aproximadamente 10 años. Fue parte del Trinity College de Dublín, siendo contemporáneo allí de William Rowan Hamilton. En 1835 fue nombrado Profesor Erasmus Smith de Matemáticas en el Trinity College y en 1843 devenía el profesor Erasmus Smith de Filosofía Natural y Experimental.
A pesar de que trabajó mayoritariamente en el campo óptica, es también recordado por sus aportaciones a la geometría. La mayoría de su trabajo significativo en óptica se publicó a mediados de la década de 1830 y su trabajo más significativo en geometría, Sobre las superficies de segundo orden fue publicado en 1843. Recibió la medalla Cunningham de la Real Academia de Irlanda en 1838 y la medalla Copley de la Royal Society en 1842. En Pasajes de la Vida de un Filósofo, Charles Babbage escribió que MacCullagh fue "un excelente amigo mío" y que comentó con él los beneficios y las desventajas de la máquina analítica.
La obra más importante de MacCullagh fue, sin embargo, "Ensayo hacia una teoría dinámica de refracción y reflexión cristalinas" presentada a la Real Academia de Irlanda en diciembre de 1839. El artículo empieza por definir era entonces un concepto nuevo, el giro alrededor de un punto de un campo vectorial. El concepto sería finalmente nombrado por James Clerk Maxwell en 1870 como rotacional. MacCullagh fue el primero en demostrar que dicha función es un vector covariante en el sentido de que sus componentes son transformadas apropiadamente mediante una rotación de coordenadas. Tomando su ideas de George Green, propuso desarrollar una función potencial para una teoría de la transmisión de la luz. MacCullagh encontró que una función potencial convencional (proporcional al cuadrado de la norma del campo de desplazamientos) era incompatible con propiedades conocidas de las ondas lumínicas. Demostró que la función potencial debía ser proporcional al cuadrada de la norma del rotacional del campo de desplazamientos para poder sustentar ondas transversales. La elección eliminaba cualquier esperanza para un modelo mecánico del medio etéreo. No obstante, las ecuaciones de campos de su modelo girostático cumplían todas las leyes físicas conocidas en la época, incluyendo las leyes experimentales de Snell y Fresnel.
En varios puntos, MacCullagh comentó la naturaleza física de un medio etéreo con tales propiedades. Argumentó en contra de una interpretación mecánica del luminiferous aether porque no se conocen medio físicos que pudieran soportar la función potencial resultante. "Con respecto a la extraña constitución del éter, nada sabemos y nada supondremos excepto qué está implicado en las siguientes suposiciones [vibraciones rectilíneas en un medio de densidad constante]... Habiendo llegado al valor de [la función potencial], ahora podemos tomarla como punto de partida de nuestra teoría, y rechazar las suposiciones que nos condujeron a ella." A pesar del éxito de la teoría, los físicos y los matemáticos no mostraron gran receptividad a la idea de reducir la física a un conjunto de ecuaciones de campo abstractas separadas de un modelo mecánico. La idea del éter como el fluido compresible o entidad física similar estaba demasiado inculcada en la física del siglo XIX para tal cambio, que tardó décadas después de la publicación de la teoría electromagnética de Maxwell en 1864. Las ideas de MacCullagh fueron abandonadas durante décadas hasta que en 1880 George Francis Fitzgerald redescubrió y reinterpretó sus hallazgos a la luz del trabajo de Maxwell. William Thomson, barón Kelvin,  tuvo éxito en el desarrollo de un modelo físico de éter rotacionalmente elástico pero translacionalmente rígido, compuesto de girostatos en armados mediante varillas, en su artículo "Sobre un girostato adinámico como constitución del Éter" (1890).
MacCullagh murió en 1847 en Dublín por suicidio, quizás deprimido por sentir que disminuían sus capacidades matemáticas con la edad.
En mayo de 2009, el Círculo de Historia del Ulster desveló una placa en su tumba familiar en la iglesia de San Patricio de Upper Badoney. La placa fue parte de los acontecimientos organizados por la Sociedad Histórica Glenelly para rememorar su vida.